# جراحة ترميمية
الجراحة الترميمية أو الجراحة الرأبِيّة تعني، في معناها الشمولي، استخدام الجراحة لاستعادة شكل ووظيفة الجسم، فعلى الرغم من جراحات الفك العلوي والوجه إلا أن أطباء التجميل وأطباء الأنف والأذن والحنجرة يقومون بجراحة رأبية في الأوجه بعد تعرضها لجرح ولرأب الرأس والرقبة بعد الشفاء من السرطان.
كما تقوم فروع الجراحة الأخرى (مثل الجراحة العامة وجراحة النساء والتوليد وجراحة الأطفال وجراحة التجميل) ببعض الإجراءات الرأبية. وتتمثل السمة المشتركة بين تلك الجراحات أن العملية الجراحية تحاول استعادة تشريح ووظيفة العضو إلى وضعه الطبيعي.
ويستخدم أطباء الجراحة التجميلية الرأبية مفهوم الترميم الجراحي (reconstructive ladder) لرأب الجروح المعقدة بطريقة متزايدة. وتتراوح تلك العمليات من التقنيات البسيطة جدًا مثل عمليات الغلق الأولي والتضميد وحتى عمليات التطعيم الجلدي المعقدة وتوسيع النسيج والسديلات الحرة.
وتشتمل عمليات الجراحة التجميلية على تكبير الثدي وتصغيره وشده وشد الوجه وشد الجبهة وجراحة الجِفن العلوي والسفلي (رأب الجفن) وتقشير الجلد بالليزر (تقشير الجلد بالليزر) والتقشير الكيميائي (chemical peel) وتجميل الأنف (عملية تجميل الأنف) وشفط الدهون التجميلي وتجميل الأنف باستخدام السديلة المجاورة للناصف (paramedian flap) بالإضافة إلى شد البطن (جراحة شفط الدهون من البطن (abdominoplasty)).
جدير بالذكر أن معظم هذه العمليات يتم تطويرها بطريقة منتظمة. كما أشارت الكتب الطبية الحديثة إلى استخدام الخياطة الشائكة (barbed suture) في تلك العمليات.

## استخدام الزرعات والمواد الحيوية
دوّنت المواد الأدبية الموجودة في قاعدة بيانات ميدلاين تطبيق الخيوط الشائكة في هذه الإجراءات. المواد الحيوية في شكلها الأبسط هي زرعات تجميلية تستخدم لتصحيح واستبدال أجزاء الجسم المتضررة. لم تُستخدم المواد الحيوية لأهداف ترميمية حتى الفترة التي تلت الحرب العالمية الثانية، وهذا بسبب تحسن التقنيات والحاجة الكبيرة لتصحيح أذية أجزاء الجسم التي يمكن استبدالها بالزرع. تشمل العملية إجراء بحث طبي وعلمي لتأكيد التوافق الحيوي للمواد الحيوية وقدرتها على تولي الأدوار الميكانيكية والوظيفية للأجزاء المستبدلة.
إن الاستعانة بفريق يفهم النواحي التشريحية والفيزيولوجية والكيميائية الحيوية للمشكلة لا يكفي لتحقيق أفضل نتيجة لعملية الزرع، إذ يجب اللجوء أيضًا للهندسة الحيوية. تُعد الهندسة الخلوية والنسيجية عاملًا هامًا في معرفة إجراءات الجراحة الترميمية. أجرى د. جي. سينغليتون استطلاعًا حديثًا عن المعايرة والتحكم بالأجهزة الطبية الحيوية. شملت الأوراق في مضمونها عملية الموافقة قبل الطرح في الأسواق من إدارة الأدوية والأغذية في الولايات المتحدة وتعليمات FDA التي تضبط أجهزة الفئة الثالثة.
وصفت ورقتان كيف يتعاون المعهد الوطني للمعايير والتكنولوجيا، وجمعية أطباء الأسنان الأميركية، والمعهد الوطني للأبحاث السنية والقحفية الوجهية، والشركات السنية الخاصة على عدد من التطورات المهمة في المواد السنية والأجهزة وأنظمة التحليل.

## اقرأ أيضاً
- جراحة ترميمية للأعضاء التناسلية